# La casa dei sogni (programma televisivo)
La casa dei sogni è stato un programma televisivo italiano di genere varietà, andato in onda su Rai 1 il giovedì in prima serata nella primavera del 1999. La conduzione era affidata a Milly Carlucci e Sandro Vannucci.

## Il programma
La trasmissione andò in onda in nove puntate, comprese fra il 1º aprile e il 10 giugno del 1999. Era un varietà che si basava sulla sfida fra due famiglie, generalmente piuttosto numerose, che gareggiavano in varie prove e giochi per vincere una ristrutturazione completa della propria abitazione, la quale veniva realizzata proprio durante le due ore della diretta del programma.
La sigla della trasmissione era un riadattamento in italiano della canzone Oh Happy Day.